# Mecze reprezentacji Polski w futsalu mężczyzn prowadzonej przez Andreę Bucciola
Zestawienie spotkań reprezentacji Polski pod wodzą Andrei Bucciola.

## Oficjalne międzynarodowe spotkania
| Nr | Przeciwnik         | Miejsce              | Data                 | Impreza                                     | Wynik (Polska – przeciwnik) | Strzelcy                                                                                        |
| -- | ------------------ | -------------------- | -------------------- | ------------------------------------------- | --------------------------- | ----------------------------------------------------------------------------------------------- |
| 1  | Malezja            | Newcastle            | 6 czerwca 2013       | mecz towarzyski                             | 6:1                         | Popławski x2, Kiełpiński, Gepert, Kriezel, Franz                                                |
| 2  | Anglia             | Newcastle            | 7 czerwca 2013       | mecz towarzyski                             | 2:1                         | Jurczak, Kiełpiński                                                                             |
| 3  | Stany Zjednoczone  | Newcastle            | 9 czerwca 2013       | mecz towarzyski                             | 2:4                         | Wojciechowski x2                                                                                |
| 4  | Węgry              | Győr                 | 2 września 2013      | mecz towarzyski                             | 2:1                         | Tubacki, Dura                                                                                   |
| 5  | Słowacja           | Győr                 | 3 września 2013      | mecz towarzyski                             | 0:3                         |                                                                                                 |
| 6  | Czechy             | Győr                 | 4 września 2013      | mecz towarzyski                             | 3:5                         | Dura x2, Kiełpiński                                                                             |
| 7  | Słowenia           | Bydgoszcz            | 29 października 2013 | mecz towarzyski                             | 2:2                         | Gepert, Mikołajewicz                                                                            |
| 8  | Słowenia           | Świecie              | 30 października 2013 | mecz towarzyski                             | 1:5                         | Kubik                                                                                           |
| 9  | Gibraltar          | Krosno               | 16 listopada 2013    | mecz towarzyski                             | 13:1                        | Solecki x2, Kiełpiński x2, Kubik x2, Jakubiak x2, Popławski x2, Wojciechowski, Dewucki, Krzyśka |
| 10 | Turcja             | Krosno               | 17 listopada 2013    | mecz towarzyski                             | 4:1                         | Kiełpiński x2, Dura x2                                                                          |
| 11 | Białoruś           | Krosno               | 19 listopada 2013    | mecz towarzyski                             | 3:5                         | Dura x2, Jurczak                                                                                |
| 12 | Walia              | Zielona Góra         | 4 stycznia 2014      | mecz towarzyski                             | 8:1                         | Krawczyk x2, Kubik, Sobalczyk, Popławski, Wojciechowski, Mikołajewicz, Jurczak                  |
| 13 | Norwegia           | Zielona Góra         | 5 stycznia 2014      | mecz towarzyski                             | 3:2                         | Sobalczyk x2, Kubik                                                                             |
| 14 | Mołdawia           | Zielona Góra         | 7 stycznia 2014      | mecz towarzyski                             | 5:2                         | Popławski x2, Krawczyk, Budniak, Kiełpiński                                                     |
| 15 | Cypr               | Tychy                | 14 marca 2014        | mecz towarzyski                             | 2:2                         | Sobalczyk x2                                                                                    |
| 16 | Cypr               | Bojszowy             | 15 marca 2014        | mecz towarzyski                             | 6:2                         | Milewski x2, Mikołajewicz, Budniak, Kubik, Popławski                                            |
| 17 | Rumunia            | Bojszowy             | 23 kwietnia 2014     | mecz towarzyski                             | 3:3                         | Krawczyk, Budniak, Mikołajewicz                                                                 |
| 18 | Rumunia            | Chełm                | 24 kwietnia 2014     | mecz towarzyski                             | 5:4                         | Krawczyk x2, Budniak, Wojciechowski, Mikołajewicz                                               |
| 19 | Ukraina            | Krosno               | 9 maja 2014          | mecz towarzyski                             | 5:1                         | Popławski x2, Sobalczyk x2, Budniak                                                             |
| 20 | Ukraina            | Krosno               | 10 maja 2014         | mecz towarzyski                             | 3:1                         | Marciniak, Krawczyk x2, Kubik                                                                   |
| 21 | Czechy             | Brno                 | 15 września 2014     | Turniej Państw Wyszehradzkich               | 3:4                         | Kubik, Mikołajewicz, Kiełpiński                                                                 |
| 22 | Słowacja           | Brno                 | 16 września 2014     | Turniej Państw Wyszehradzkich               | 4:7                         | Popławski, Marciniak, Budniak, Mikołajewicz                                                     |
| 23 | Węgry              | Brno                 | 17 września 2014     | Turniej Państw Wyszehradzkich               | 2:0                         | Kiełpiński x2                                                                                   |
| 24 | Walia              | Kwidzyn              | 25 października 2014 | Turniej Państw Wyszehradzkich               | 8:1                         | Popławski x3, Krawczyk, Budniak x2, Kiełpiński, Solecki                                         |
| 25 | Grecja             | Kwidzyn              | 26 października 2014 | mecz towarzyski                             | 6:1                         | Kiełpiński, Pater, Budniak x2, Mikołajewicz, Kubik, Marciniak                                   |
| 26 | Słowenia           | Kwidzyn              | 28 października 2014 | mecz towarzyski                             | 3:4                         | Mikołajewicz, Kubik x2                                                                          |
| 27 | Holandia           | Teramo               | 1 grudnia 2014       | mecz towarzyski                             | 2:2                         | Kiełpiński, Krawczyk                                                                            |
| 28 | Włochy             | Teramo               | 3 grudnia 2014       | mecz towarzyski                             | 3:4                         | Kiełpiński, Wojciechowski, Wojciechowski                                                        |
| 29 | Estonia            | Tychy                | 4 stycznia 2015      | mecz towarzyski                             | 6:1                         | Kiełpiński x3, Wojciechowski, Krawczyk, Wojtyna                                                 |
| 30 | Mołdawia           | Tychy                | 5 stycznia 2015      | mecz towarzyski                             | 2:0                         | Krawczyk, Mikołajewicz                                                                          |
| 31 | Macedonia Północna | Tychy                | 7 stycznia 2015      | mecz towarzyski                             | 3:2                         | Popławski x2, Budniak                                                                           |
| 32 | Rosja              | Szczecin             | 9 lutego 2015        | mecz towarzyski                             | 0:6                         |                                                                                                 |
| 33 | Rosja              | Stargard Szczeciński | 10 lutego 2015       | mecz towarzyski                             | 0:6                         |                                                                                                 |
| 34 | Białoruś           | Krosno               | 18 marca 2015        | eliminacje Mistrzostw Europy w futsalu 2016 | 0:0                         |                                                                                                 |
| 35 | Finlandia          | Krosno               | 19 marca 2015        | eliminacje Mistrzostw Europy w futsalu 2016 | 2:3                         | Popławski, Wojciechowski                                                                        |
| 36 | Włochy             | Krosno               | 21 marca 2015        | eliminacje Mistrzostw Europy w futsalu 2016 | 3:6                         | Kubik, Mammarella (sam.), Sobalczyk                                                             |

## Bilans
|        | Mecze | zwycięstwa | remisy | porażki |
| 2013   | 11    | 5          | 1      | 5       |
| 2014   | 17    | 10         | 3      | 4       |
| 2015   | 8     | 3          | 1      | 4       |
| ogółem | 36    | 18         | 5      | 13      |

|        | strzelone | stracone | +/- |
| 2013   | 38        | 29       | 9   |
| 2014   | 71        | 29       | 42  |
| 2015   | 16        | 24       | -8  |
| ogółem | 125       | 82       | 43  |

## Strzelcy
| Lp  | Piłkarz              | Gole |
| --- | -------------------- | ---- |
| 1.  | Marcin Kiełpiński    | 14   |
| 2.  | Artur Popławski      | 13   |
| 3.  | Michał Kubik         | 11   |
| 4.  | Daniel Krawczyk      | 10   |
| 5.  | Igor Sobalczyk       | 8.   |
| 5.  | Paweł Budniak        | 8.   |
| 5.  | Marcin Mikołajewicz  | 8    |
| 8.  | Tomasz Dura          | 7    |
| 8.  | Michał Wojciechowski | 7    |
| 10. | Artur Jurczak        | 3    |
| 10. | Michał Marciniak     | 3    |
| 12. | Mateusz Gepert       | 2    |
| 12. | Mariusz Milewski     | 2    |
| 12. | Dominik Solecki      | 2    |
| 12. | Mateusz Jakubiak     | 2    |
| 16. | Rafał Franz          | 1    |
| 16. | Tomasz Kriezel       | 1    |
| 16. | Rafał Krzyśka        | 1    |
| 16. | Łukasz Tubacki       | 1    |
| 16. | Przemysław Dewucki   | 1    |
| 16. | Daniel Krawczyk      | 1    |
| 16. | Daniel Wojtyna       | 1    |